# Girl from Rio
Girl from Rio è un singolo della cantante brasiliana Anitta, pubblicato il 29 aprile 2021 come secondo estratto dal quinto album in studio Versions of Me.

## Pubblicazione
Anitta ha rivelato la copertina della canzone il 23 dello stesso mese attraverso le reti sociali.

## Descrizione
Girl from Rio, cantata in inglese, riprende la melodia della celebre Garota de Ipanema, composta nel 1962 da Antônio Carlos Jobim e Vinícius de Moraes, ed è stata scritta in collaborazione con la cantante britannica Raye. La produzione, di genere hip hop e trap, è stata invece affidata al duo musicale norvegese Stargate.

## Promozione
Anitta ha eseguito la canzone per la prima volta in televisione il 2 maggio 2021 al Fantástico, il giorno seguente al Today Show e il 5 maggio al Jimmy Kimmel Live!.

## Accoglienza
Alicia Adejobi di Metro ha descritto il brano come un «banger estivo».

## Video musicale
Il video musicale è stato girato nel mese di novembre 2020 al Piscinão de Ramos presso Rio de Janeiro ed è stato diretto dal regista italo-brasiliano Giovanni Bianco, che aveva già lavorato con la cantante per le clip dei suoi dischi Bang e Kisses. Il video, la cui uscita è avvenuta un giorno dopo la commercializzazione del singolo, conta la presenza della famiglia dell'artista.

## Tracce
Download digitale – 1ª versione
1. Girl from Rio – 3:13

Download digitale – 2ª versione
1. Girl from Rio (feat. DaBaby) – 3:15

Download digitale – TroyBoi Remix
1. Girl from Rio (feat. DaBaby) (TroyBoi Remix) – 3:39

Download digitale – Snakehips Remix
1. Girl from Rio (Snakehips Remix) – 3:11

## Formazione
- Anitta – voce
- Stargate – produzione
- Kuk Harrell – produzione vocale
- Chris Gehringer – mastering
- Kevin KD Davis – missaggio

## Classifiche

### Classifiche settimanali
| Classifica (2021) | Posizione massima |
| ----------------- | ----------------- |
| Argentina         | 93                |
| Portogallo        | 40                |
| Romania           | 81                |

### Classifiche di fine anno
| Classifica (2021) | Posizione |
| ----------------- | --------- |
| Brasile           | 169       |

## Date di pubblicazione
| Paese       | Data           | Formato                      | Versione        | Nota   |
| ----------- | -------------- | ---------------------------- | --------------- | ------ |
| Mondo       | 29 aprile 2021 | Download digitale, streaming | Originale       | [ 14 ] |
| Italia      | 30 aprile 2021 | Contemporary hit radio       | Originale       | [ 15 ] |
| Mondo       | 21 maggio 2021 | Download digitale, streaming | 2ª versione     | [ 16 ] |
| Stati Uniti | 25 maggio 2021 | Contemporary hit radio       | Originale       | [ 17 ] |
| Mondo       | 11 giugno 2021 | Download digitale, streaming | TroyBoi Remix   | [ 18 ] |
| Mondo       | 25 giugno 2021 | Download digitale, streaming | Snakehips Remix | [ 19 ] |